# One Dag Hammarskjöld Plaza
Le One Dag Hammarskjöld Plaza est un gratte-ciel de New York aux États-Unis. Il a été construit en 1972 et mesure 191 mètres pour quarante-neuf étages. Il compte 69,675 m² de surfaces exploitables (ce qui en fait le 65e immeuble de la ville de New York en surface utile), qui sont principalement des bureaux. Le Canada, la France, l'Italie, le Royaume-Uni, l'Espagne, le Chili, la Suède, la Belgique, l'Irlande, l'Autriche, la Turquie et le Danemark y possèdent leurs missions permanentes aux Nations unies.